# Medycyna regeneracyjna

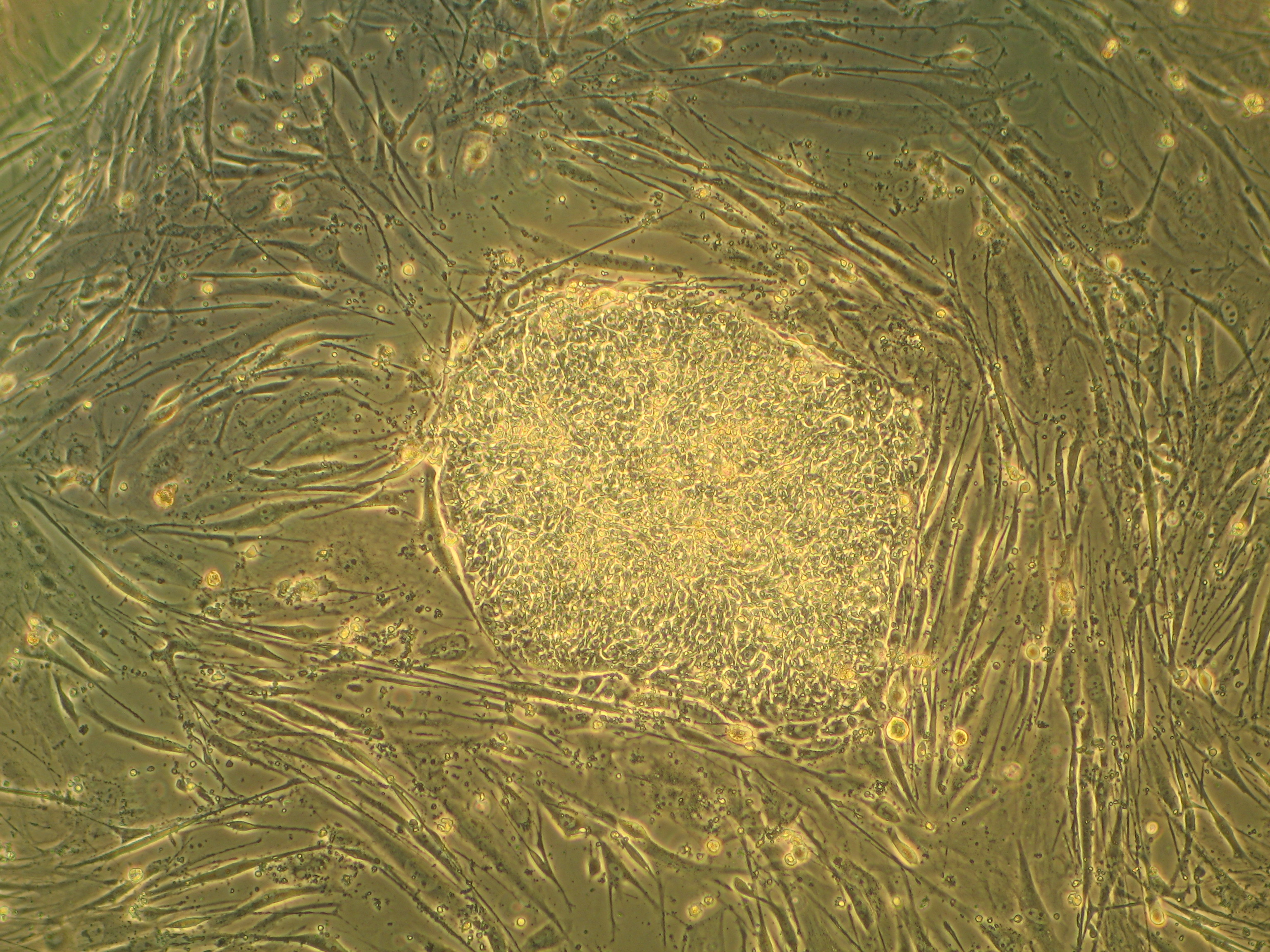
Kolonia ludzkich embrionalnych komórek macierzystych

Medycyna regeneracyjna (od. łac. regeneratio „regeneracja”) – interdyscyplinarna dziedzina medycyny łącząca wiedzę m.in. z inżynierii tkankowej i biologii molekularnej, która ma na celu wspomaganie procesu gojenia, regeneracji i naprawy uszkodzonych tkanek, komórek i narządów przy użyciu przeszczepów, terapii genowej i czynników wzrostu. Medycyna regeneracyjna obejmuje również hodowlę tkanek i narządów w laboratorium i wszczepiania ich, gdy organizm nie jest w stanie sam się wyleczyć. Jeżeli komórki macierzyste, z których będzie można hodować narządy będą pochodzić od pacjenta to mogłoby to rozwiązać problem niedoborów organów dostępnych od dawców oraz wyeliminowałoby problem odrzucenia przeszczepu przez organizm biorcy. Metody te mają na celu zwalczenie nie tylko symptomów chorób, ale również ich przyczyn, najczęściej mających podłoże genetyczne. Należą do nich błędy w materiale genetycznym organizmu mające źródła dziedziczne lub powstające w wyniku mutacji.